# Louma
La louma è una gru snodata per riprese di immagini, in cima alla quale è fissata una macchina da presa o una telecamera munita di controllo a distanza.
Il dispositivo è stato messo a punto da due francesi, Jean-Marie Lavalou e Alain Masseron, da cui il nome: LavaLOU + MAsseron. Fu la prima gru a permettere di telecomandare la macchina lontano dal suolo.
Munita di un braccio rigido modulare, lungo da 90 cm a quasi 10 m a partire dal punto di snodo, la louma permette di effettuare traiettorie di ripresa varie e complesse, e di raggiungere luoghi di ripresa inaccessibili alle normali gru. L'operatore controlla l'inquadratura su uno schermo ed usa un sistema di controllo a distanza dotato di manovelle.
Nella stessa traiettoria l'asse ottico può andare da un'altezza di 15 cm a più di 8 m; la portata verticale è aumentata se la louma è installata sopra un supporto rialzato, cosa facilmente ottenibile poiché la louma è interamente smontabile.
Tra le numerose qualità della gru, ricordiamo che la testa è equilibrata su tutti gli assi (rotazione attorno all'asse ottico, panoramica orizzontale e verticale) attorno al centro di massa inerziale comprensivo della macchina da presa, qualità abbastanza rara. Lo sforzo necessario dei motori è così ridotto, il che apporta una grande fluidità ai movimenti.
Inoltre, anche il braccio della gru in sé per sé è equilibrato intorno al suo centro di massa, in modo che resti immobile in qualunque posizione. La louma è la sola gru con cui il capo macchinista può lasciare il braccio dovunque si trovi, senza dover cercare una posizione stabile. Si ottiene così una grande facilità di movimento e un'economia in termini di sforzo fisico.
La louma dispone anche di un dispositivo di aiuto all'inquadratura, chiamato SmartPan. Inventato da Nicolas Pollacchi e Andy Romanoff, regolabile secondo la sensibilità dell'operatore, compensa automaticamente i movimenti panoramici in senso inverso a quello del braccio della gru. Permette al macchinista di evitare di dover aggiustare continuamente l'inquadratura a mano durante una panoramica di grande ampiezza.
A partire dal 1976, Roman Polański (L'inquilino del terzo piano), Steven Spielberg (1941: Allarme a Hollywood) e Wim Wenders (L'amico americano) sono stati tra i primi cineasti a utilizzare la louma. Conosciuta in tutto il mondo, la louma ha ottenuto un premio Oscar Tecnico nel 2005, cosa eccezionale per una macchina inventata 30 anni prima. Nel 1982 è stata impiegata in Italia da Dario Argento per le riprese di una sequenza del suo film Tenebre.